# Chionaema nigroplagata
Chionaema nigroplagata là một loài bướm đêm thuộc phân họ Arctiinae, họ Erebidae.